# Lucedale
Lucedale is een plaats (city) in de Amerikaanse staat Mississippi, en valt bestuurlijk gezien onder George County.

## Demografie
Bij de volkstelling in 2000 werd het aantal inwoners vastgesteld op 2458.
In 2006 is het aantal inwoners door het United States Census Bureau geschat op 2948, een stijging van 490 (19,9%).

## Geografie
Volgens het United States Census Bureau beslaat de plaats een oppervlakte van
9,9 km², geheel bestaande uit land. Lucedale ligt op ongeveer 37 m boven zeeniveau.

## Plaatsen in de nabije omgeving
De onderstaande figuur toont nabijgelegen plaatsen in een straal van 36 km rond Lucedale.